# ジエン社
ジエン社（ジエンしゃ、The end of company）は、日本の劇団。

## 概要
2007年12月、早稲田大学を拠点に活動していた山本健介により結成。『無抵抗百貨店屋上遊園地』にて旗揚げ。
劇団名の由来は、山本の主宰していた前身ユニットである「自作自演団ハッキネン」の「自作自演」からと、「私たちが集まるのは、もうこれで最後」というスローガンから、「最後の集団」という意味の「ジエンドオブカンパニー」から。

## スタッフ
脚本・演出・主宰　山本健介

## 公演記録
2007年12月
- 旗揚げ公演『無抵抗百貨店屋上遊園地』

2008年6月
- 第2回公演『大怪獣サヨナラ』

2009年2月
- 第3回公演『ゴースト　ニート　ペアレント』

2009年3月
- 『私たちの考えた終わる会社の終わり』（15minutes made Vol.5参加作品）

2009年10月
- 第4回公演『コンプレックスドラゴンズ』

2010年6月
- 第5回公演『クセナキスキス』

2011年3月
- 第6回公演『スーサイドエルフ/インフレ世界』

2011年6月
- 『私たちの考えた移動のできなさ』（芸劇eyes番外編「20年安泰。」参加作品）

2012年1月
- 第7回公演『アドバタイズドタイラント 』

2012年9月
- 『私たちの考えたこの部屋の狭さ東京の狭さ』（東京藝術劇場リニューアル記念 東京福袋参加作品）

2012年12月
- 第8回公演『キメラガールアンセム/120日間将棋』 （フェスティバル／トーキョー12参加作品）

2013年6月
- 『私たちの考えた私たちがもう治っているという事』（Fight Alone 3rd参加作品）

2014年1月
- 第9回公演『ステロタイプテスト／パス』

2015年4月
- 第10回公演『30光年先のガールズエンド』

2015年7月
- 『私たちの考えた墓に入る日の前日のこと』（15minutes made Vol.12参加作品）

2016年7月
- 『いつまでも私たちきっと違う風にきっと思われていることについて』（企画公演／ロロ「いつだって可笑しいほど誰もが誰か愛し愛されて第三高等学校シリーズ」）

2017年1月
- 第11回公演『夜組』

2018年2月
- 第12回公演『物の所有を学ぶ庭』